# Anopheles gibbinsi
Anopheles gibbinsi är en tvåvingeart som beskrevs av Evans 1935. Anopheles gibbinsi ingår i släktet Anopheles och familjen stickmyggor. Inga underarter finns listade i Catalogue of Life.